# Park Hyung-sik
Park Hyung-sik, född 16 november 1991, i Yongin, är en sydkoreansk sångare, skådespelare och dansare. Han medverkar i pojkbandet ZE:A. Som skådespelare är han mest känd för rollerna i The Heirs (2013) High Society (2015), Hwarang: The Poet Warrior Youth (2016),  Strong Girl Bong-soon (2017) och Suits (2018).